# Нові Гайни
Нові Га́йни (рос. Новые Гайны) — присілок у складі Сюмсинського району Удмуртії, Росія.
Населення — 23 особи (2010; 49 в 2002).
Національний склад (2002):
- удмурти — 92 %

## Урбаноніми[3]
- вулиці — Ключева, Підлісна